# Krytyczna Lewica
Krytyczna Lewica (włoski Sinistra Critica, SC) – włoska partia polityczna o profilu trockistowskim.
Partia została założona przez dotychczasowych działaczy trockistowskiego skrzydła Odrodzenia Komunistycznego.
W wyborach generalnych w roku 2008 lista Krytycznej Lewicy uzyskała 0,5 procenta poparcia i nie dostała się do paramentu.
Organem prasowym partii jest Erre (wydawana już od 2002 roku).